# AM 0417-391
AM 0417-391 ist ein interagierendes Galaxienpaar im Sternbild Eridanus am Südsternhimmel. Es ist schätzungsweise 671 Millionen Lichtjahre von der Milchstraße entfernt. Die Schwerkraft verzerrt und verdreht die Galaxien ringförmig und bringt die beiden Kerne dichter zueinander.